# モーセ五書
モーセ五書（モーセごしょ）は、旧約聖書の最初の5つの書である。ユダヤ教的な文脈ではトーラー（ヘブライ語: תורה、Torah）とも呼ばれる。モーゼの五書、律法（りっぽう）、ペンタチューク（Pentateuch）とも呼ばれる。これらはモーセが書いたという伝承があったのでモーセ五書と言われるが、近代以降の文書仮説では異なる時代の合成文書であるという仮説を立て、モーセが直接書いたという説を否定する。ただし、保守的なキリスト教会と学者は今日もモーセ記者説を支持している。また正教会における註解書には、こうした学説の対立に触れず、「伝統的に」モーセが著者であるとされているという記述にとどめているものもある。

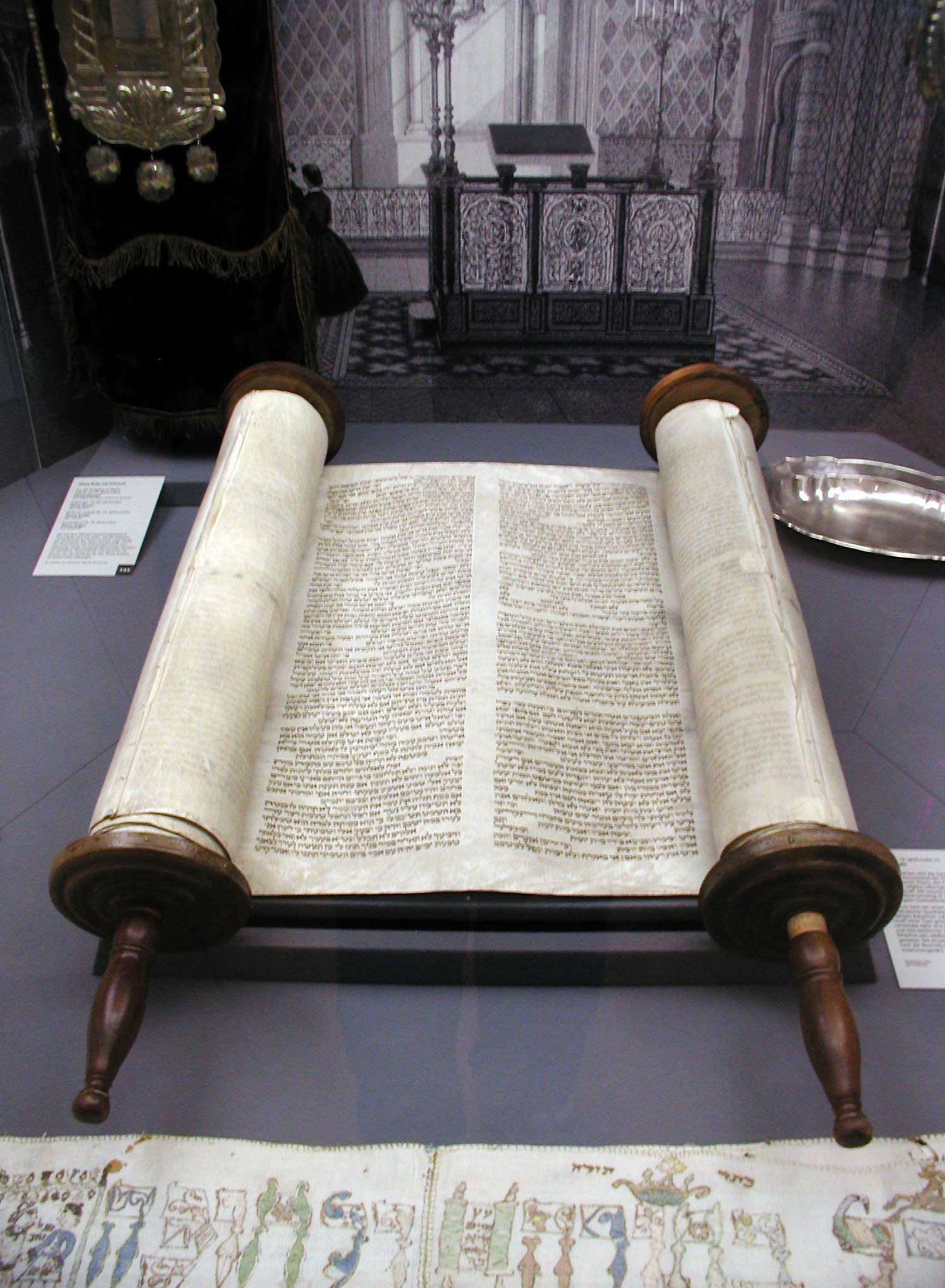
ケルンのグロッケンガッセ・シナゴーグのトーラー（羊皮紙に手書き）

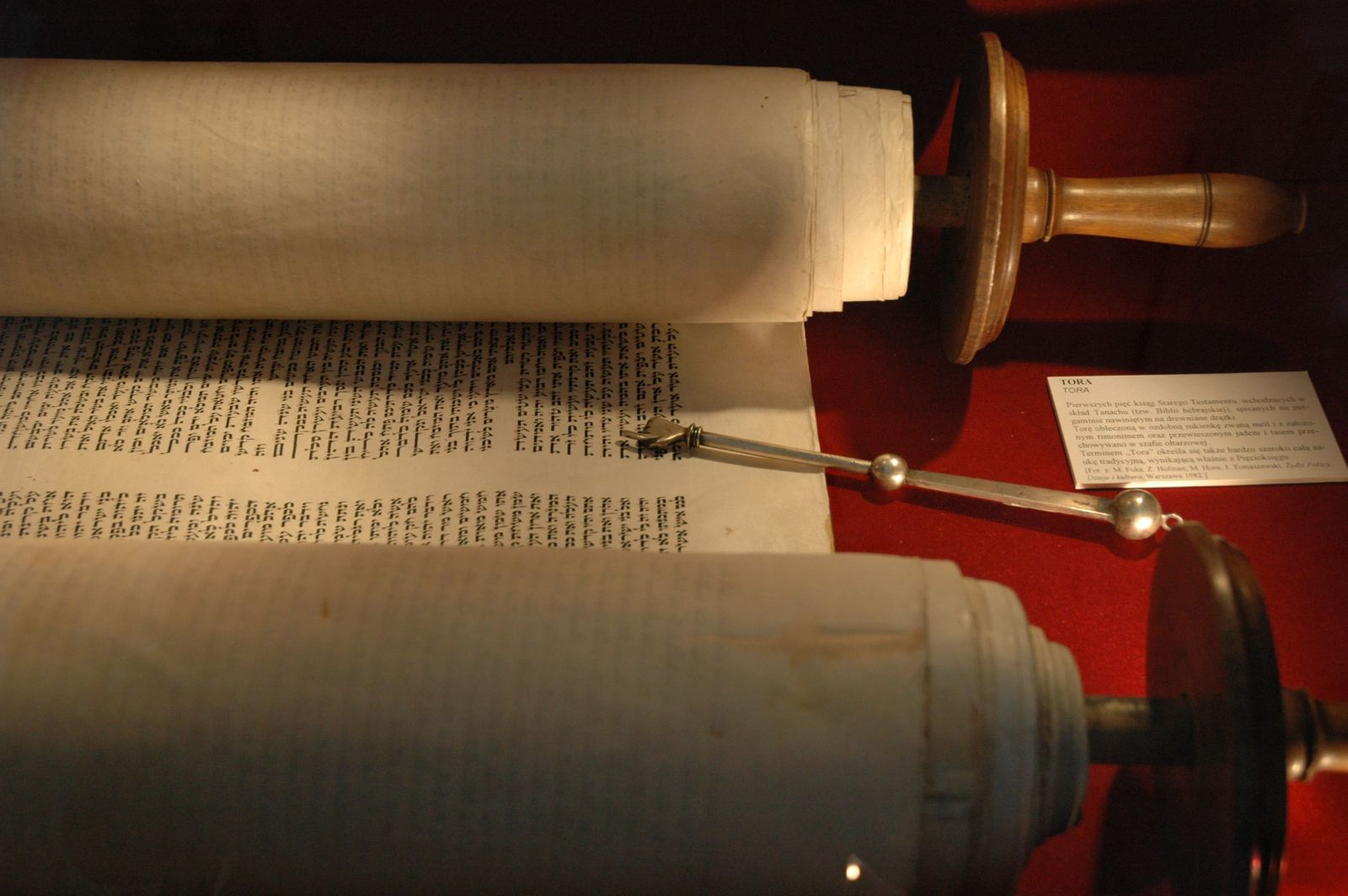
モーセ五書の巻物

## モーセ五書一覧
- 創世記「בראשית」（ヘブライ語の原題は「初めに」[4]の意味）
- 出エジプト記「שמות」（ヘブライ語の原題は「名」[5]の意味）
- レビ記「ויקרא」（ヘブライ語の原題は「神は呼ばれた」[6]の意味）
- 民数記「במדבר」（ヘブライ語の原題は「荒れ野に」[7]の意味）
- 申命記「דברים」（ヘブライ語の原題は「言葉」[8]の意味）

## ユダヤ教
ユダヤ教においてトーラは、律法と読むが、意は教え、指示である。なお、トーラは、プトレマイオス朝エジプトのファラオであったプトレマイオス2世の命で、ユダヤ教の祭司族とされるレビ族の書記官たちがギリシャ語に翻訳した律法の題名とされる。
また、ヘブライ語のモーセ五書それぞれのタイトルは、それぞれ最初の文の中から選ばれた文節である。「בראשית」（創世記）は1番目の文節、「שמות」出エジプト記は2番目の文節、「ויקרא」レビ記は1番目の文節、「במדבר」民数記は5番目の文節、「דברים」申命記は2番目の文節から冠詞を除いた言葉が、それぞれの書のタイトルである。そして、それら五つのタイトルが並ぶと「初めに荒野で呼ばれた名は言葉」という意味を成す。そのため、ヘブライ語の律法を読誦する際は、現行の法律や契約書の様式にも取り入れられている読み替えを行い、「言葉」から「名」に、あるいは「名」から「言葉」に読み替えて意に留める。例えば文中に綴られた「かかと」の「言葉」を音読すると同時に、その言葉が「ヤコブ」という「名」に由来することを意に留めるのである。

## キリスト教

### 区分
律法は
1. 道徳律法
2. 司法律法
3. 儀式律法

にわけられ、儀式律法は神殿の崩壊（ディアスポラ）以降不可能になったものがある。

## イスラム教
イスラム教においても啓典のひとつとして扱われ、「タウラート」と呼ばれている。ただし、今日のトーラーや旧約聖書にあるものとは異なる。